# Manduca corallina
Manduca corallina är en fjärilsart som beskrevs av Druce 1833. Manduca corallina ingår i släktet Manduca och familjen svärmare. Inga underarter finns listade i Catalogue of Life.

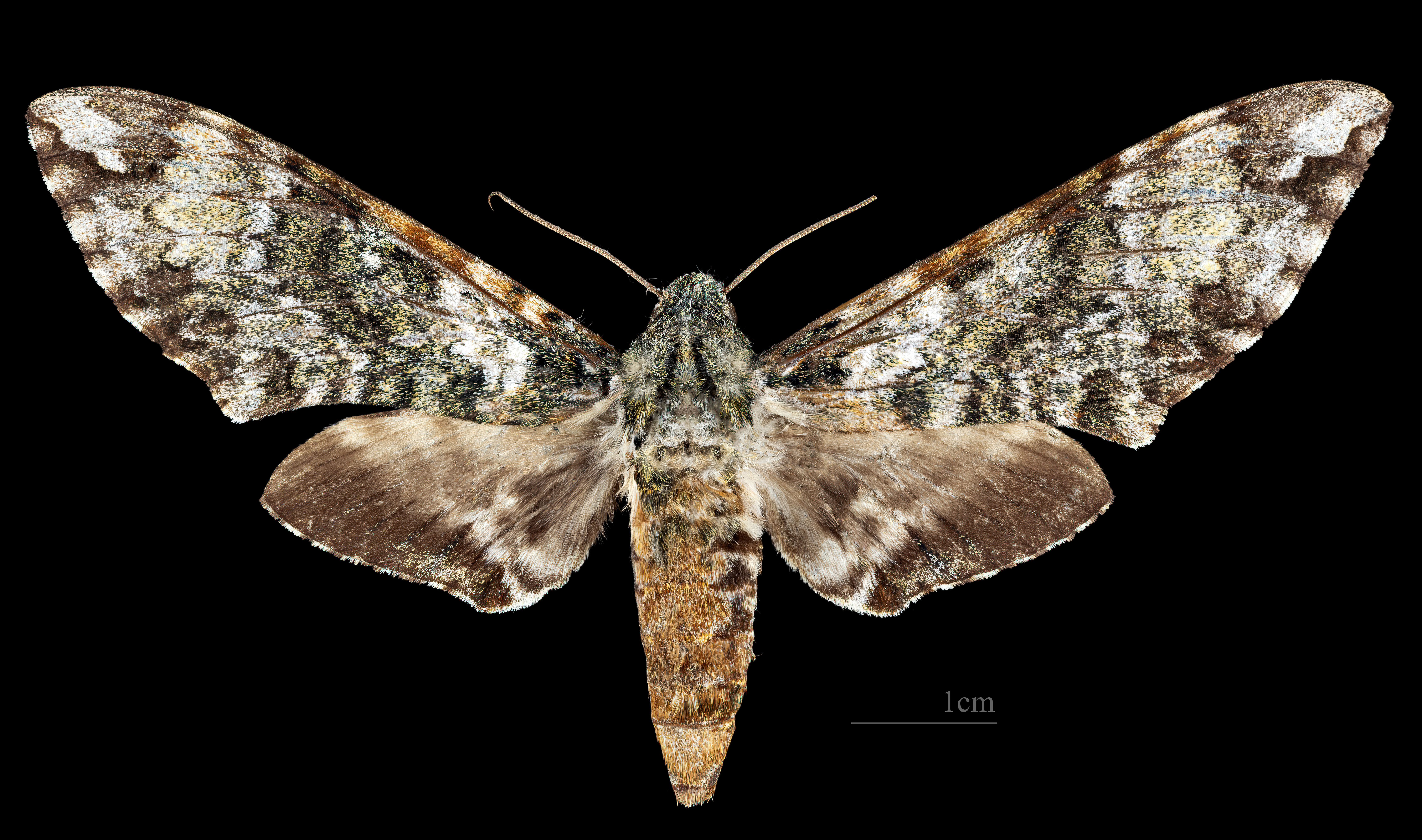
Manduca corallina   ♀
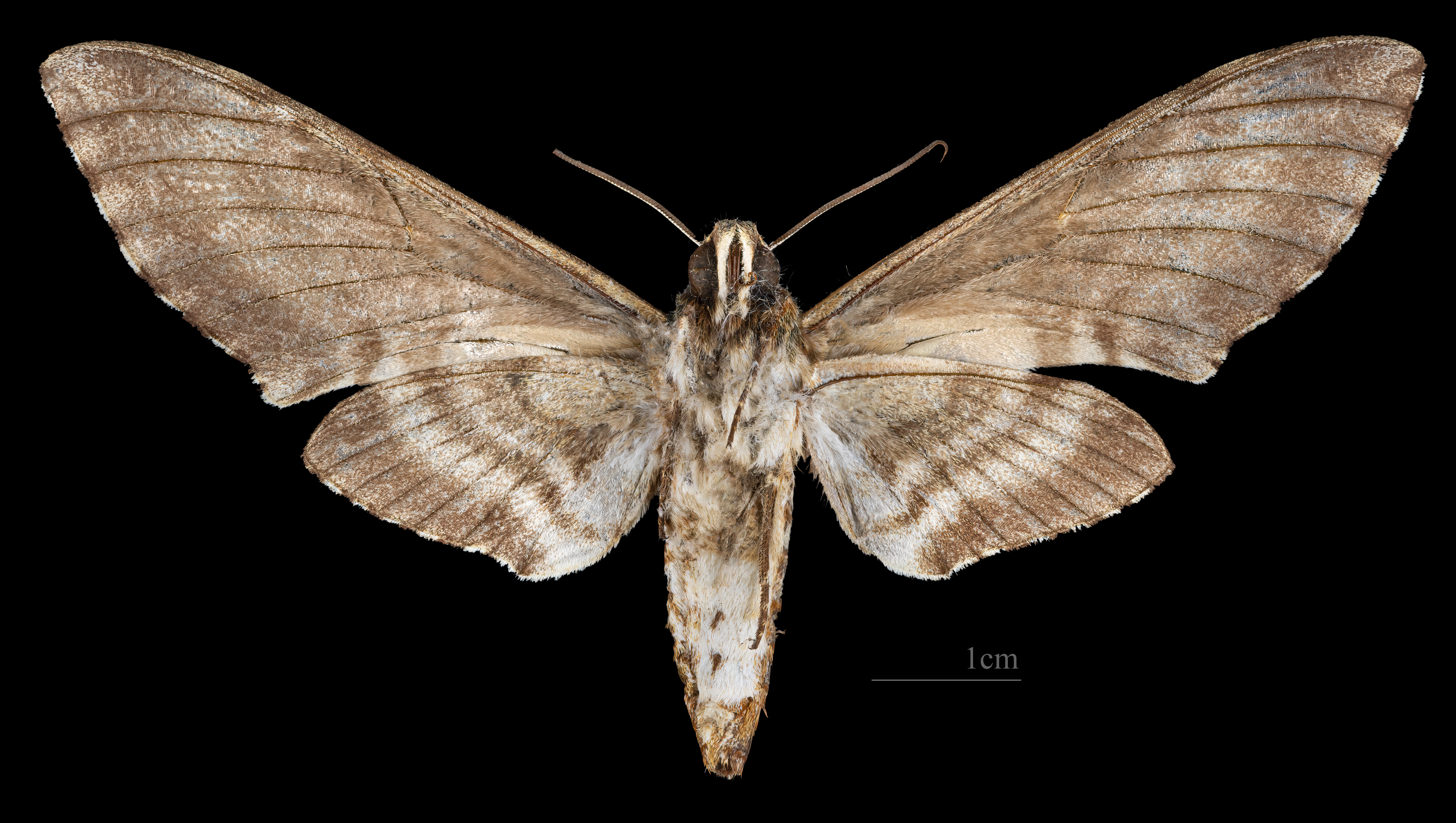
Manduca corallina   ♀ △